# Henri Toivonen

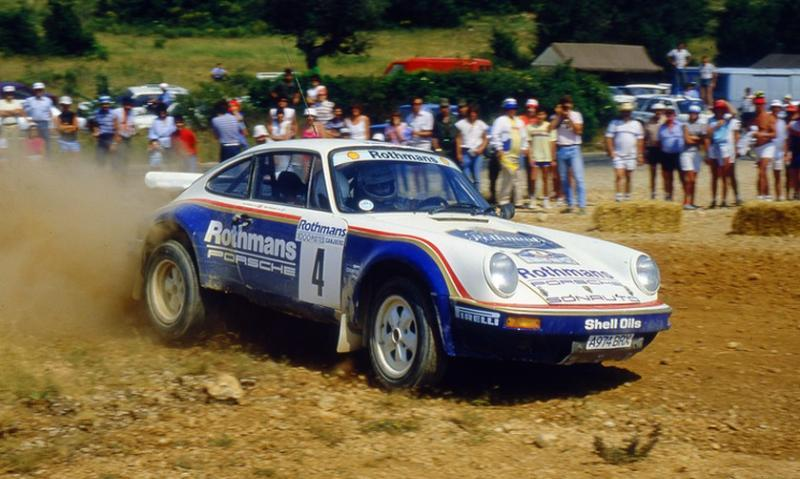
Toivonen im Porsche 911 SC RS, 1984

Henri Toivonen (* 25. August 1956 in Jyväskylä, Finnland; † 2. Mai 1986 auf Korsika) war ein finnischer Rallyefahrer.

## Leben und Karriere
Sein Vater Pauli Toivonen war 1968 Rallye-Europameister und sein Bruder, Harri Toivonen, war ein bekannter Rennfahrer.
„Henkka“ Toivonen gewann 1980 im Alter von 24 Jahren als Werksfahrer auf einem Talbot Sunbeam Lotus zusammen mit Beifahrer Paul White die Lombard RAC Rallye. Er ist nach Jari-Matti Latvala der jüngste Fahrer, dem es gelang, einen Rallye-Weltmeisterschaftslauf zu gewinnen. Nach jeweils zwei Jahren bei Opel und Porsche wechselte er 1985 zu Lancia, wo er mit dem Lancia Delta S4 1985 die RAC Rallye und 1986 die Rallye Monte Carlo gewinnen konnte.
Auch abseits der Schotterpisten konnte Toivonen sein großes Talent und seine Vielseitigkeit beweisen. Er war 1977 finnischer Meister der Formel V und konnte auch einen Lauf der Europameisterschaft für sich entscheiden. Eddie Jordan, für den Toivonen einige Formel-3-Gastauftritte fuhr, bescheinigte ihm ein ähnliches Talent wie Ayrton Senna.

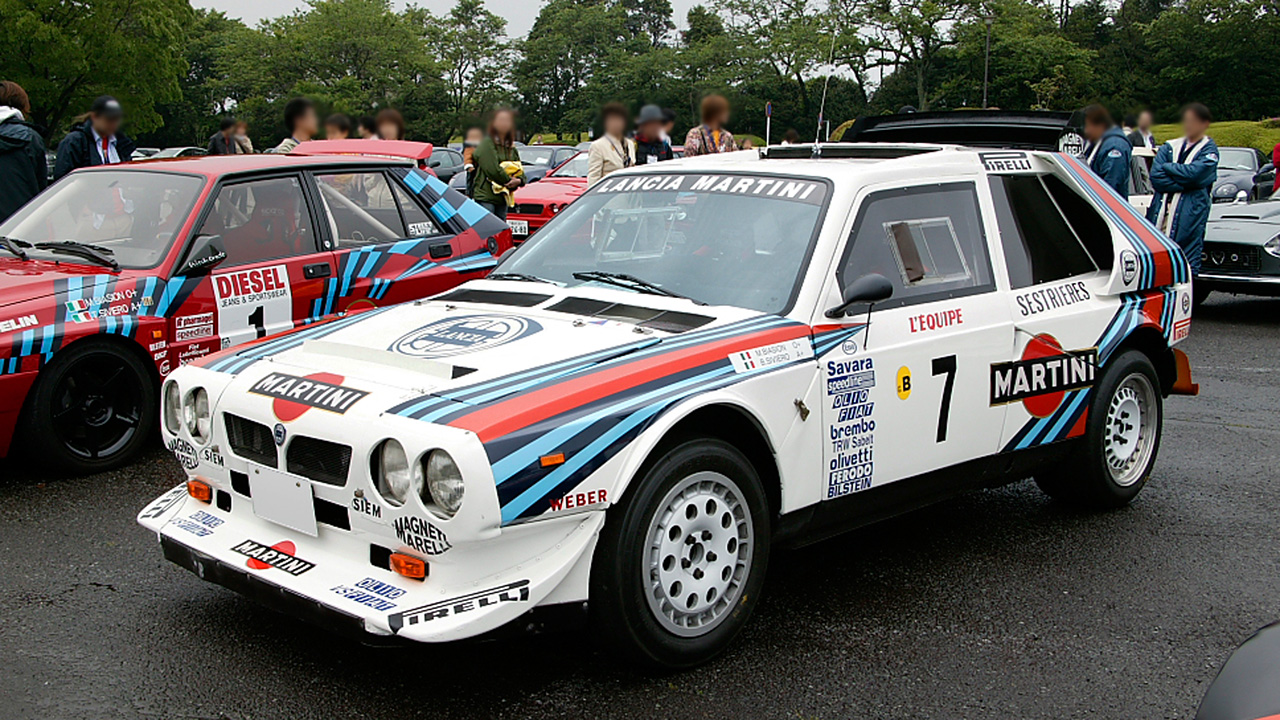
Lancia Delta S4, baugleich mit dem Unglücksfahrzeug

Am 2. Mai 1986 verunglückte Henri Toivonen im Alter von 29 Jahren, zu diesem Zeitpunkt an der WM-Tabellenspitze, bei der Rallye Korsika in Führung liegend, tödlich. Sein Delta S4 rutschte am Col d’Ominanda aus einer 90-Grad-Linkskurve, stürzte einen Abhang hinunter und prallte dann gegen einen Baum. Die spröden, vollgetankten Aluminiumtanks barsten und der Wagen explodierte in einem weit sichtbaren Feuerball. Das Auto verbrannte bis zur Unkenntlichkeit. Weder Toivonen noch sein US-amerikanischer Beifahrer Sergio Cresto überlebten den Unfall.
Stunden später verkündete die FISA das Ende der immer umstritteneren Gruppe B der Rallye-Weltmeisterschaft zum Saisonende. Die Gruppe B hatte extrem hochgezüchtete Autos wie den Audi Sport quattro S1, Peugeot 205 Turbo 16 E2, Ford RS200 und den Lancia Delta S4 hervorgebracht, mit Motorleistungen von rund 380 kW (517 PS). Tragischerweise hatte Toivonen selbst in seinen letzten Interviews zwischen den Wertungsprüfungen, schwer erkältet und mit Fieber, betont, dass die Rallye viel zu lang und viel zu schnell sei.